# Трети Рим
Трети Рим в лицето на Москва е геополитическа, идеологическа, религиозна и политическа концепция от XIV век, която утвърждава глобалното историческо значение на Москва като политически и религиозен център на православното християнство. Според нея Московската Рус е историческият наследник на Римската и Византийската империи, „които паднали, защото изгубили истинската вяра“. Концепцията за Москва като Трети Рим се оформя в резултат на предишни политически процеси в Русия, отхврълянето на татарското господство, консолидирането и централизацията на руската държава, създаването на национално самосъзнание по време на обединението на руските територии. Тя изиграва важна роля при формирането на официалната идеология на Русия през през XV и XVI век, служи като основа за идеята за обединение на всички славянски народи през XVI и XVII, и като основание за намеса в съдбата на християните от Балканския полуостров при Руско-турските войни. На нея се опират и поддръжници на идеите за руския месианизъм и изключителност.

## Предистория
Концепцията за Москва като Трети Рим ляга върху наследството от идеи, оставено от Рим и Константинопол.

### Рим
Римската империя е олицетворенние на метафизичната мечта за една „универсална империя“, която е обединила различни народи и е прекратила безредните борби за надмощие между тях. В това се състои идеалната концепция на римляните за световен мир (на латински: Pax romana). Рим е бил не само столица на Римската империя, а и имперски център на западния цивилизован свят в периода около 4 век пр.н.е. до 4 век Рим е нещо повече от исторически и географски център – за него се е смятало, че е „най-великият град на всички времена“, че е „родина на всичко, което е било“ (Quod Roma est patria omnium fuitque (Forcella, VIII., 209.)). Поради тази причина римляните вярвали, че градът никога няма да изчезне.

### Константинопол
В началото на IV век император Константин I(280 – 337) основава втора столица на империята в град Византион, който през 330 година прекръстил на Константинопол. Римската империя се разделя на две части под бремето на огромната си територия и вътрешни политически проблеми. Част от теолозите на Византия тълкували своята история като продължение на историята на Римската империя. Това е т.нар. доктрина на translatio imperii (латински буквално – прехвърляне на империята), според която това е абсолютно същата империя. Алтернативната концепция, която е доминирала във Византия, е, че Константинопол е втори, но все пак нов Рим. Старият Рим е паднал и изчезнал, а новият е различен от него – млад, пълен с живот и способен да изпълни мисията на първия Рим. Константинопол е бил нещо повече от нов център на цивилизацията, той е бил и нов религиозен център (на православното християнство), особено след Схизмата от 1054 година. Константинопол е бил наричан „нов Йерусалим“ – т.е. възприятието за него е като за свят, теократичен град. 
През 1453 година Византийската империя бива превзета от Османската империя. Голяма част от духовния и интелектуален елит на Византия търси спасение в Италия и в руските земи. Москва се провъзгласява за културен наследник на Константинопол, защото докато цялата православна общност бива изолирана от ислямския свят, Руската православна църква остава единствената православна общност извън контрола на Османската империя. 

### Развитие на християнството в Русия
Първоначалните връзки на руските княжества със Западния свят са се основавали на търговски отношения, главно по реките Волга и Днепър. През IX век Киевското княжество се оформя като най-силнен и влиятелен център. То е и първото от руските княжества, което приема християнството като официална религия. Покръстване на Киевското княжество е разказано в „Повест за изминалите години“ („Повесть временых лет“) от монаха-летописец Нестор. Според повестта през 986 г. при княз Владимир I в Киев пристигат мисионери от различни религии – българи, католици от Германия, византийци. Владимир изпраща пратеници и при трите църкви и след техните разкази остава впечатлен от величието на Костантинопол и Византийската църква. Княз Владимир помага на имепратор Василий II при отблъскването на военачалника Варда Фока, който се опитва да узурпира визнатийския престол. Като награда княз Владимир пожелава да се ожени за сестрата на император Василий – Ана. Според легендата имепраторът се съгласил, като поставил единствено условие – киевският княз да приеме християнството. Така Владимир е покръстен пред 987 – 988 в град Херсон, а когато по-късно се върнал в Киев, той унищожил езическите паметници и основал много християнски църкви, като по този начин насочил цяла Киевска Рус към християнството. Заради това в руската история той е запомнен като Владимир Велики, а в легендите е споменаван като „Красно Сольнешко“ (Красивото Слънце).
Решението Владимир да приеме православното християнство вероятно е дълго обмисляно, а причините – далеч по-дълбоки от описаните в повестта. Женитбата за сестрата на императора увеличава руския авторитет, задълбочава търговските, дипломатическите и културни връзки между Русия и Византия, помага на Киевска Рус да затвърди властта си над славяно-варяжките територии, обединени от обща вярност към една църква, на която Владимир да бъде светски покровител. Той става духовен син на императора по силата на кръщението си и получава името Василий. След покръстването отношенията между Византия и Русия се осъществявали чрез руската колония в Константинопол, византийските митрополити в Киев и техните сътрудници, както и чрез архитектите, художниците и търговците, които идвали в Русия от Византия. 
След Владимир няколко брака били сключени между управляващите фамилии на Византия и Русия, повечето от тях през XII век, когато империята се управлявала от династията на Комнините. През XV век московският княз Иван III (1462 – 1505) се жени за принцеса Зоя Палеолог, племенницата на последния византийски император. По този начин Иван III придобива византийската титла „автократ“ и неформално също титлата император. 
Русия духовно е обединена под юрисдикцията на Киевския митрополит. Митрополитът в повечето случаи е назначаван от патриарха в Константинопол, но след време патриархът започва просто да одобрява избора на митрополит, направен от руснаците.
С икономическото и военното изтощаване на Византия след Четвъртия кръстоносен поход империята на Палеолозите губи позициите си на световна сила. Връзките с Византия се прекъсват след нашествието на монголските войски на хан Бату (внук на Чингис хан), който завладява руските княжества около 1237 – 1240 година. Киев е превзет през 1240 г., а княжеството става политически зависимо от татарските ханове на Златната орда. От 1250 до 1480 година тези княжества живеят в един отдалечен от Византия свят на вътрешни борби и установяване на статукво с монголските си господари. В средата на XIV век князете на Москва започват политика пред Ордата, да съберат под своя егида руските княжества, и връзките с империята се подновяват. Постоянното седалище на руската църква се премества през 1325 г. в Москва. От 1454 до 1589 година руската автокефална църква се управлява от московските митрополити, като през 1589 година получава статут на патриаршия. 

## Зараждането на идеята за Трети Рим

### България
Първоначалната идея е българска, като по времето на Иван Александър през XIV век се приема, че Търново е „нашият нов Цариград".
| „ | Такива неща случиха се на стария Рим, а нашият нов Цариград гои се и расте, укрепва, подмладява се, – докрай така да расне, хей, царю ти, който си над всичките царуващ! Той има толкова пресветъл светоносещ дар, велик владетел и победоносец величав, от корена изхождащ на Йоана всепрославен, българският цар Асен, наричан Александър, прекротък, милостив и покровител на монаси, на бедните кърмител, цар на българи, велик! Нека неговата власт безброй слънца отмерят... | “ |

### Идеята в Русия

#### Похвално слово за княз Борис Александрович от Фома
През 1453 монахът Фома в „Инока Фомы Слово похвальное о благоверном великом князе Борисе Александровиче“ княз Борис Александрович е наречен нов Яков, втори Моисей, сравнен е с императорите Тиберий, Август, Юстиниян, Теодосий. Той е наречен император и автократ, а Твер е наречен „нов Израел“.

#### Легенда за новгородската бяла митра
През 1490 Дмитрий Герасимов от Новгород е написал Легенда за новгородската бяла митра – „Повесть о белом клобуке“, където се разказва как император Константин дал на папата при предаването на Рим бяла епископска митра. След упадъка на Рим тя е била пренесена в Константинопол. Последният константинополски патриарх е получил видение, че градът ще падне и я изпратил на архиепископ Василий от Новгород. Там тя се е съхранявала в Катедрала „Св. София", като символ, че Новгород е станал център и пазител на християнското православие. Тук за първи път се употребява изразът Трети Рим. 

#### Писмата на Филотей до Василий III
В Русия концепцията Москва – Трети Рим намира своите основи в писмо от 1510 г. на псковския монах Филотей до московския велик княз Василий III.
Филотей сочи прякото правоприемство на московските князе, извеждайки го от Константин Велики: „Не преступай, царю, заповѣди, еже положиша твои прадѣды – великий Константинъ, и блаженный святый Владимиръ, и великий богоизбранный Ярославъ и прочии блаженнии святии, ихьж корень и до тебе“. („ Не престъпвай, царю, заповедите, положени още от твоите прадеди – великият Константин, блаженият и свят Владимир, великият и богоизбран Ярослав и прочие блажени светии, чиито корени стигат до теб.“)
Собствено формулировката на идеята за Трети Рим се съдържа в думите:
Бих искал да кажа няколко думи за съществуващата православна империя на най-светлия, почитан владетел. Той е единственият цар на всички християни по цялата земя, владетелят на светия, божествен трон на светата, вселенска и велика, апостолическа църква, която замени църквите на Рим и Константинопол и се намира в Москва, пазена от Бога, в Успенската църква на най-чистата Божия майка. Знайте всички, които обичат Христос и които обичат Господ, че всички християнски империи ще загинат и ще отворят пътя за царството на нашия господар, както се твърди в пророческите книги, и това царство е Руското. Защото два Рима паднаха, третият стои, а четвърти няма да има. <...> да пребъде твоята държава, благочестиви царю, тъй като всяко едно царство на православната вяра ще се слее в твоето царство: единствен ти си победител сред всички християнски царе <...>{„Да вѣси, христолюбче и боголюбче, яко вся христианская царства приидоша в конецъ и снидошася во едино царство нашего государя, по пророческимъ книгамъ, то есть Ромеиское царство: два убо Рима падоша, а третий стоитъ, а четвертому не быти. <…> да вѣсть твоа держава, благочестивый царю, яко вся царства православныя христианьския вѣры снидошася въ твое едино царство: единъ ты во всей поднебесной христианом царь <…>“ .“

## Превръщането на концепцията в официална идеология
Във връзка с вътрешните дела, Иван Грозни бил истински автократ, абсолютен владетел. Във вътрешнополитически план влиянието на доктрината за третия Рим не се ограничавала само до политическата активност на московския владетел, но оказва влияние и в църковните дела. Според концепцията за трети Рим Руската църква получава специален висок статус и мисия. Вътре в самата църква Московската митрополия има специална висока позиция, подобно на политическия статус на града Москва. Но истинският глава на църквата бил монархът. Иван Грозни виждал царството като божествена упълномощеност, а себе си – като представител на Бога на земята. По този начин, въпреки че религията е това, което упълномощава властта на царя, в руското царство властта е била в голяма степен теократична. 

## Влияние
В серия от публикации, особено в книгата си „Извори и смисъл на руския комунизъм“, Бердяев твърди че месианството е фундаментално присъщо на руската религиозна психология.